# Tolpis
 Tolpis  Adans., 1763 è un genere di piante angiosperme dicotiledoni della famiglia delle Asteraceae.

## Etimologia
Nessuna etimologia; nessun significato facilmente distinguibile dalle radici greche o latine.
Il nome scientifico del genere è stato definito dal botanico Michel Adanson (1727-1806) nella pubblicazione " Familles des Plantes (Adanson)" ( Fam. Pl. (Adanson) 2: 112 ) del 1763.

## Descrizione

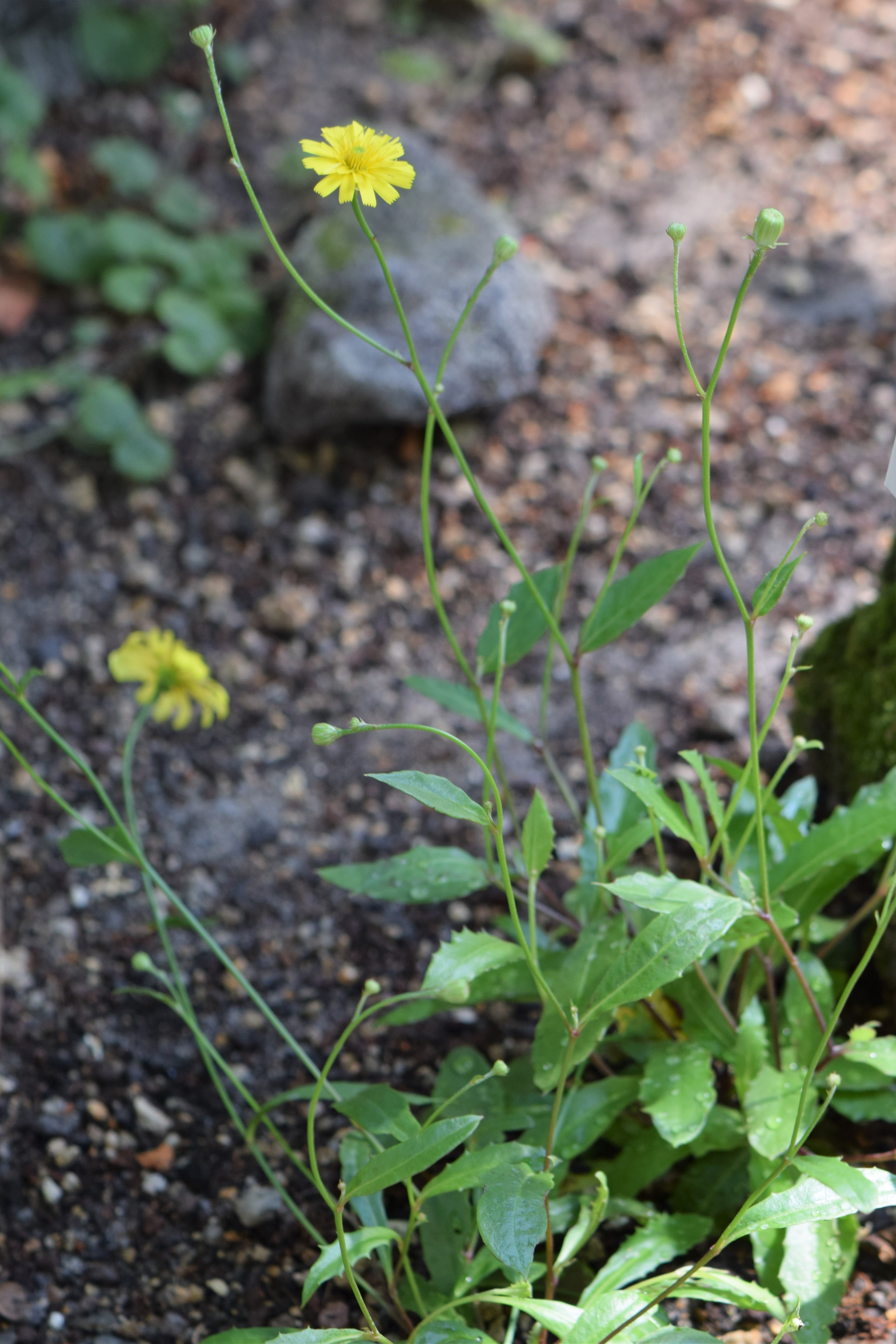
Il portamento
Tolpis azorica

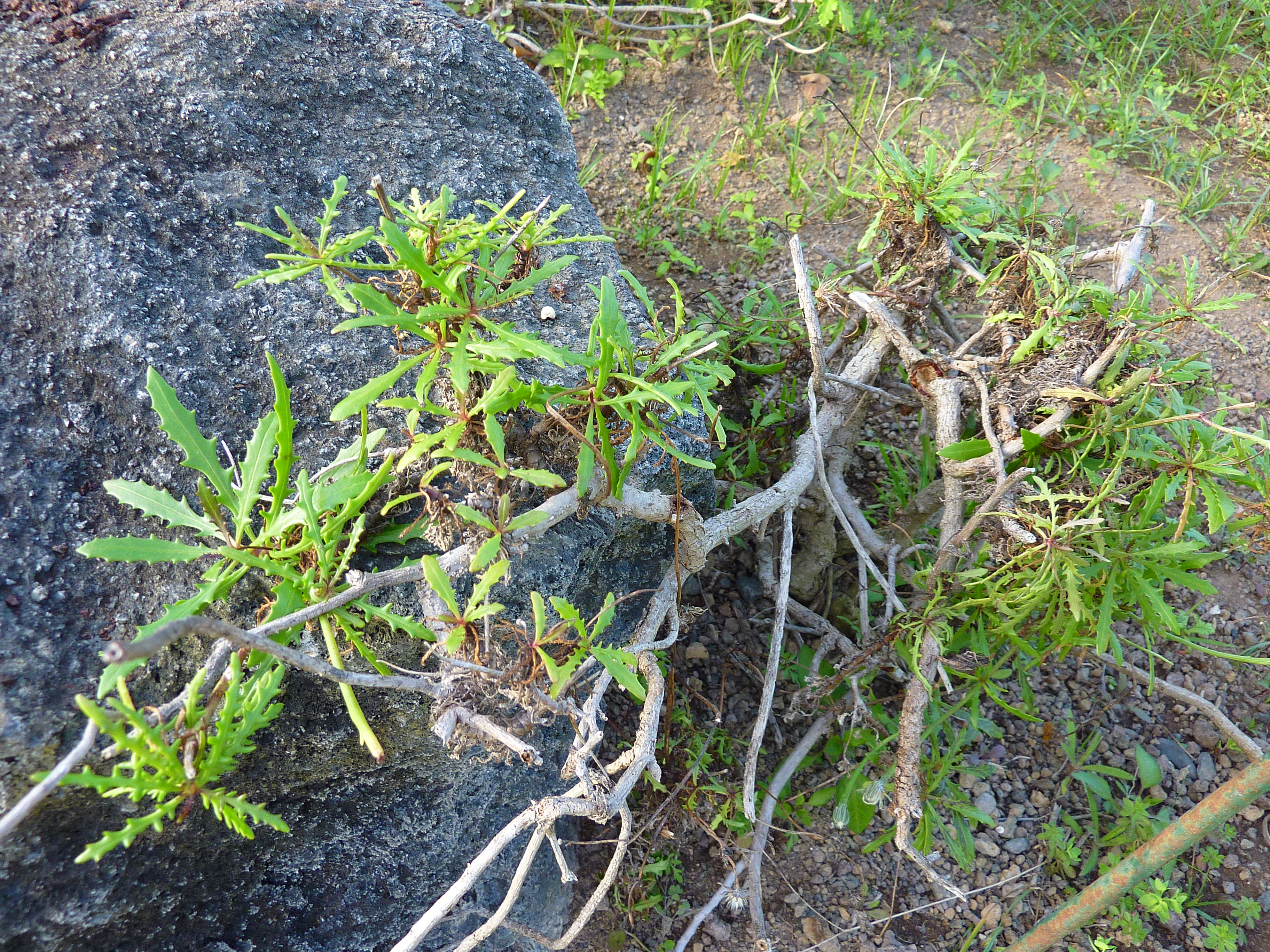
Le foglie
Tolpis succulenta

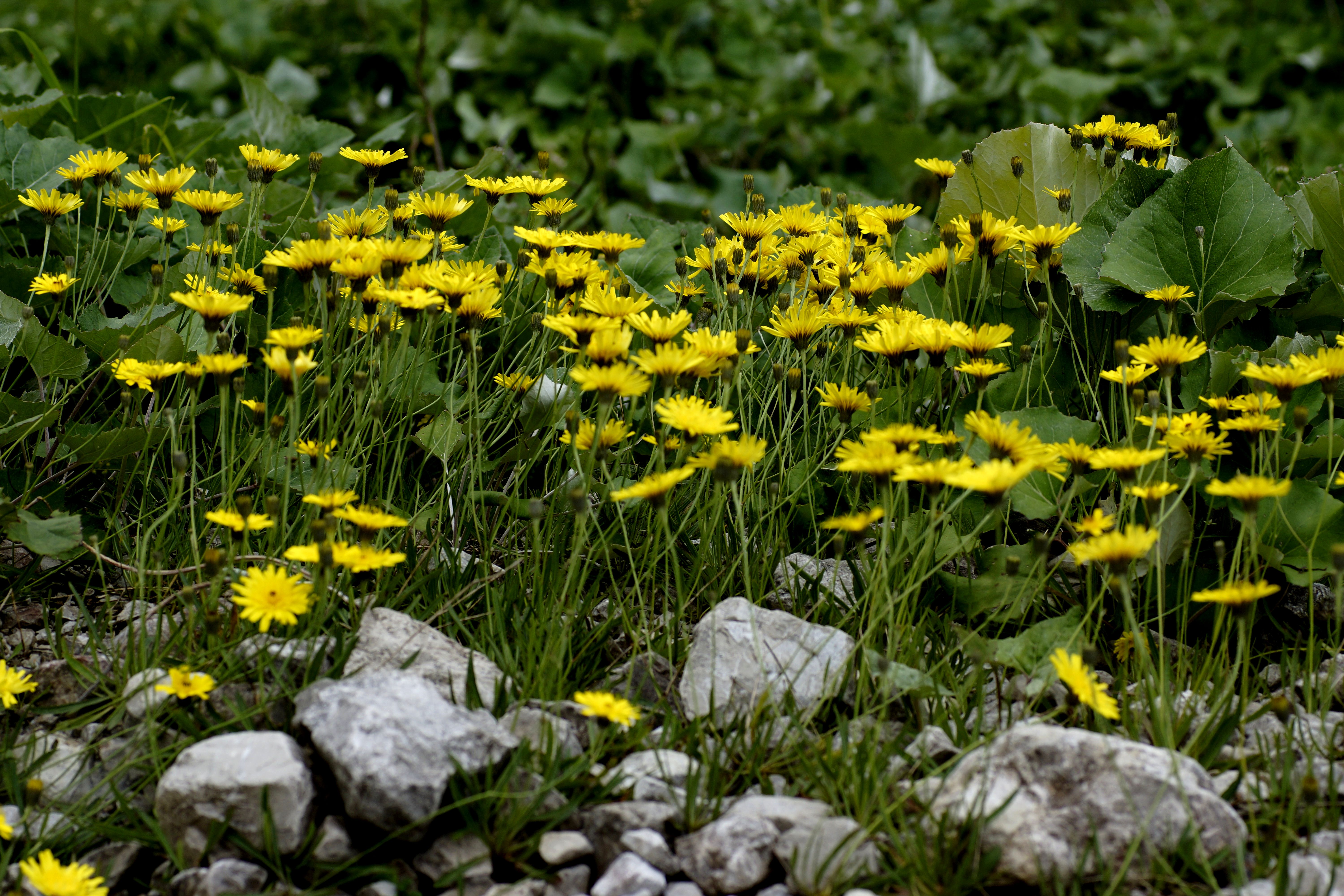
Infiorescenza
Tolpis staticifolia

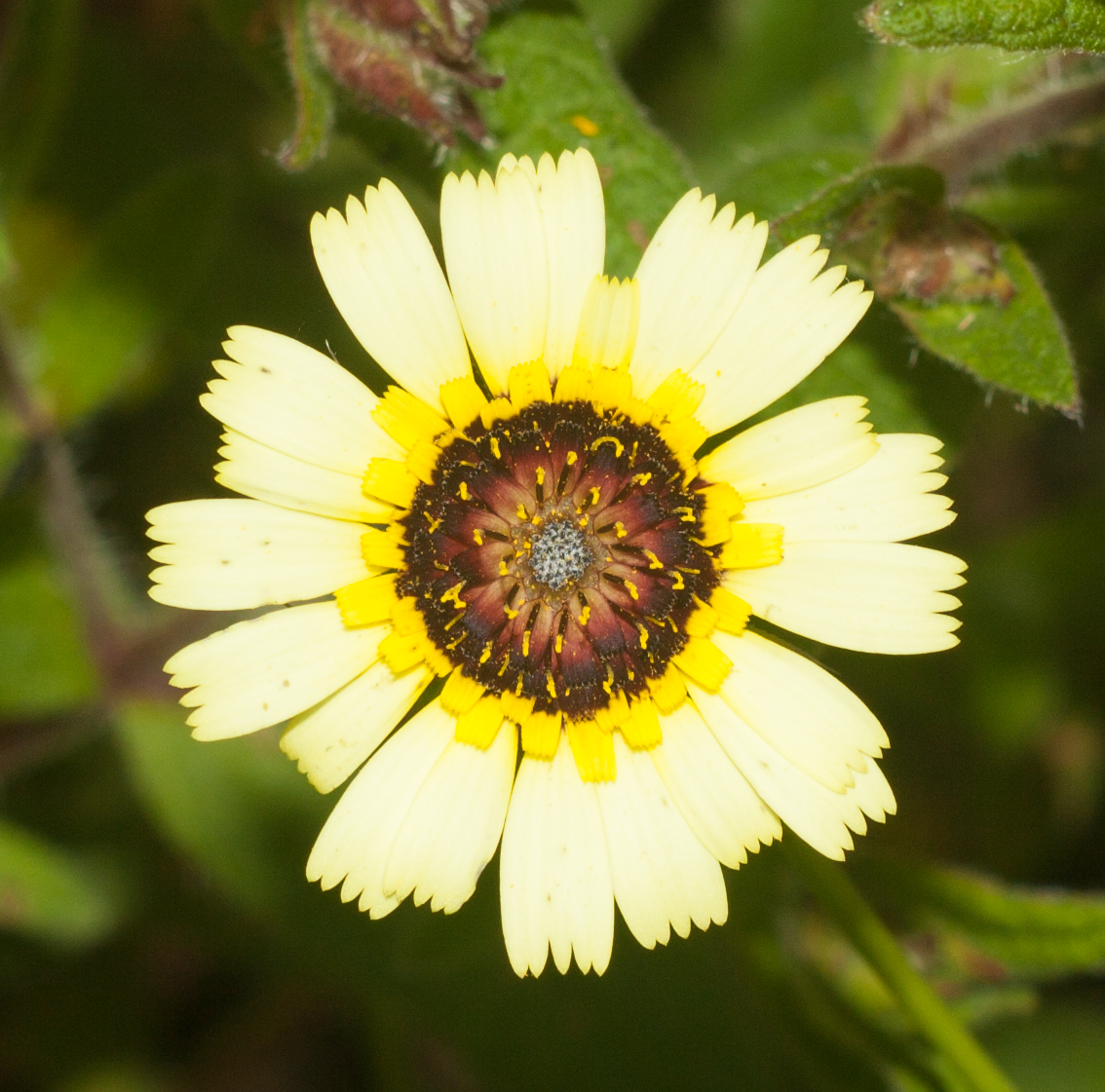
I fiori
Tolpis barbata

Habitus. Le specie di questa genere sono piante erbacee annue o perenni; raramente l'habitus può essere arbustivo. In queste specie sono presenti dei canali laticiferi.
Fusto. I fusti (generalmente uno per pianta), in genere eretti e ascendenti, sono ramosi e fogliosi oppure di tipo afilli. Le radici in genere sono di tipo fittonante (per le specie annue). I caudici possono essere legnosi e profondamente radicati oppure sono dei rizomi robusti o snelli e striscianti. Le altezze variano tra 5 – 100 cm.
Foglie. Sono presenti sia foglie formanti delle rosette basali (quelle più frequenti) che foglie cauline con disposizione alterna. Le foglie basali, sessili o picciolate, possono essere appassite alla fioritura. Quelle lungo il caule in genere sono sessili e più ridotte, e in qualche caso possono essere quasi assenti. La lamina può essere intera, dentata o partita; la forma è da ovato-lanceolata o da oblanceolata a lanceolata o lineare; i margini sono interi o dentati fino a pennatamente lobati (ma anche o pennatosetti). In alcune specie la consistenza è carnosa.
Infiorescenza. Le sinflorescenze, solitarie o di tipo corimbiforme, sono composta da capolini peduncolati. I peduncoli non sono gonfiati distalmente e a volte sono bratteati (sottesi da un calice con 3 - 8 brattee con forme da lineari a filiformi). I capolini, solamente di tipo ligulifloro, sono formati da un involucro composto da 20 - 25 e più brattee (o squame) uguali o diseguali, disposte su 2 - 3 all'interno delle quali un ricettacolo fa da base ai fiori ligulati. La forma dell'involucro in genere è campanulata. La forma delle brattee è lanceolata o lineare-lanceolata; la parte inferiore di quelle esterne può essere carnosa e indurita durante la fioritura oppure possono essere connate tra di loro; i bordi delle brattee in alcune specie sono scariosi. Il ricettacolo normalmente è nudo ossia senza pagliette, glabro e piatto. Diametro dell'involucro: 5 – 10 mm.
Fiori. I fiori (da 30 a 100 per capolino), tutti ligulati, sono tetra-ciclici (ossia sono presenti 4 verticilli: calice – corolla – androceo – gineceo) e pentameri (ogni verticillo ha in genere 5 elementi). I fiori sono ermafroditi, fertili e zigomorfi.
- Formula fiorale:

*/x K {\displaystyle \infty }, [C (5), A (5)], G 2 (infero), achenio
- Calice: i sepali del calice sono ridotti ad una coroncina di squame.
- Corolla: le corolle sono formate da un tubo e da una ligula terminante con 5 denti; il colore è giallo; i fiori più interni sono più piccoli e brunastri o violacei.
- Androceo: gli stami sono 5 con filamenti liberi e distinti, mentre le antere sono saldate in un manicotto (o tubo) circondante lo stilo.[13] Le antere alla base sono acute. Il polline è tricolporato.[14]
- Gineceo: lo stilo è filiforme. Gli stigmi dello stilo sono due divergenti e corti con la superficie stigmatica posizionata internamente (vicino alla base).[15] Gli stigmi possono essere pelosi sul lato inferiore. L'ovario è infero uniloculare formato da 2 carpelli.

Frutti. I frutti sono degli acheni con pappo.  Gli acheni, colorati da marrone chiaro a marrone scuro, con forme colonnari, a volte leggermente ricurvi, hanno 6 - 8 angoli o coste; gli apici sono troncati; le facce sono uguali, a volte sono presenti delle nervature tra le facce. Il pappo, persistente e posizionato all'apice dell'achenio, è composto da setole scabre e barbate; in certi casi è ridotto ad una coroncina di 4 - 15 scaglie biancastre.

## Biologia
- Impollinazione: l'impollinazione avviene tramite insetti (impollinazione entomogama tramite farfalle diurne e notturne).
- Riproduzione: la fecondazione avviene fondamentalmente tramite l'impollinazione dei fiori (vedi sopra).
- Dispersione: i semi (gli acheni) cadendo a terra sono successivamente dispersi soprattutto da insetti tipo formiche (disseminazione mirmecoria). In questo tipo di piante avviene anche un altro tipo di dispersione: zoocoria. Infatti gli uncini delle brattee dell'involucro (se presenti) si agganciano ai peli degli animali di passaggio disperdendo così anche su lunghe distanze i semi della pianta.

## Distribuzione e habitat
La distribuzione del genere è relativa all'areale dalla Macaronesia all'Iran (compreso il Mediterraneo e l'Africa settentrionale e orientale fino al Sud Africa).

## Tassonomia
La famiglia di appartenenza di questa voce (Asteraceae o Compositae, nomen conservandum) probabilmente originaria del Sud America, è la più numerosa del mondo vegetale, comprende oltre 23.000 specie distribuite su 1.535 generi, oppure 22.750 specie e 1.530 generi secondo altre fonti (una delle checklist più aggiornata elenca fino a 1.679 generi). La famiglia attualmente (2021) è divisa in 16 sottofamiglie.

### Filogenesi
Il genere di questa voce appartiene alla sottotribù Cichoriinae della tribù Cichorieae (unica tribù della sottofamiglia Cichorioideae). In base ai dati filogenetici la sottofamiglia Cichorioideae è il terz'ultimo gruppo che si è separato dal nucleo delle Asteraceae (gli ultimi due sono Corymbioideae e Asteroideae). La sottotribù Cichoriinae fa parte del "quinto" clade della tribù; in questo clade insieme alla sottotribù Microseridinae forma un "gruppo fratello".
I seguenti caratteri sono distintivi per la sottotribù:
- sono presenti dei canali laticiferi (non resinosi);
- i fiori sono in genere bluastri;
- il pappo è minuto (quasi assente) con forme irregolari e circondato da scaglie acute.

La sottotribù, da un punto di vista filogenetico, è suddivisa in due subcadi principali. Nel primo subclade Erythroseris e Cichorium formano un "gruppo fratello", mentre Phalacroseris occupa una posizione basale ad entrambi. Nel second subclade Arnoseris e Tolpis formano un "gruppo fratello", mentre Rothmaleria occupa una posizione basale ad entrambi. In precedenti trattazioni il genere di questa voce era descritto all'interno della sottotribù Hieraciinae. La stretta relazione con il genere Arnoseris è supportata dalla morfologia del polline, dai dati fitochimici e dalla filogenesi molecolare.
I caratteri distintivi per le specie di questo genere sono:
- le foglie cauline in generale sono ridotte;
- i capolini sono poco numerosi;
- le brattee involucrali sono disposte su diverse serie;
- la corolla è gialla;
- i bracci dello stilo sono corti.

Il numero cromosomico della specie è: 2n = 18 (specie diploidi, tetraploidi e esaploidi).

### Elenco delle specie
Questo genere ha 22 specie:
- Tolpis azorica (Nutt.) P.Silva
- Tolpis barbata  (L.) Gaertn.
- Tolpis calderae  Bolle
- Tolpis capensis  (L.) Sch.Bip.
- Tolpis coronopifolia  (Desf.) Biv.
- Tolpis crassiuscula  Svent.
- Tolpis farinulosa  Walp.
- Tolpis glabrescens  Kämmer
- Tolpis glandulifera  Bolle
- Tolpis laciniata  Webb
- Tolpis lagopoda  C.Sm. ex Link
- Tolpis liouvillei  Braun-Blanq. & Maire
- Tolpis macrorhiza  (Banks ex Hook.) DC.
- Tolpis mbalensis  G.V.Pope
- Tolpis nemoralis  Font Quer
- Tolpis proustii  Pit.
- Tolpis santosii  D.J.Crawford, Mort & J.K.Archibald
- Tolpis staticifolia  (All.) Sch.Bip.
- Tolpis succulenta  (Aiton) Lowe
- Tolpis umbellata  Bertol.
- Tolpis virgata  (Desf.) Bertol.
- Tolpis webbii  Sch.Bip.

### Specie spontanee italiane
Elenco delle specie presenti nella flora spontanea italiana. L’elenco utilizza in parte il sistema delle chiavi analitiche (vengono cioè indicate solamente quelle caratteristiche utili a distingue un taxon dall'altro):
- 1A: il ciclo biologico delle piante è annuo; le brattee involucrali esterne sono più lunghe di quelle interne; le setole periferiche degli acheni sono molto ridotte;

Tolpis umbellata Bertol. - Radicchio ombrellato: l'altezza varia tra 2 e 6 dm; il ciclo biologico è annuo; la forma biologica è terofita scaposa (T scap);  il tipo corologico è Steno-Mediterraneo; l'habitat tipico sono i prati aridi e gli incolti; in Italia è una specie comune e la distribuzione sul territorio italiano è relativa a tutta la Penisola fino ad una altitudine di 1.300 m s.l.m..
- 1B: il ciclo biologico delle piante è bienne o perenne; le brattee involucrali esterne sono più corte di quelle interne; le setole degli acheni sono tutte uguali e allungate;

- 2A: i fusti sono ramosi; la forma delle foglie basali varia da lanceolata a ovata; il diametro dell'involucro varia da 6 a 8 mm; i peli del pappo sono misti (allungati e corti);

Tolpis virgata (Desf.) Bertol. - Radicchio virgato: l'altezza varia tra 2 e 10 dm; il ciclo biologico è bienne/perenne; la forma biologica è emicriptofita bienne (H bienn), ma anche emicriptofita scaposa (H scap);  il tipo corologico è Steno-Mediterraneo; l'habitat tipico sono i prati aridi e gli incolti; in Italia è una specie comune e la distribuzione sul territorio italiano è relativa a tutta la Penisola fino ad una altitudine di 800 m s.l.m..
- 2B: i fusti sono semplici o in basso sono poco ramosi; la forma delle foglie basali varia da lineare a lineare-oblanceolata; il diametro dell'involucro varia da 9 a 11 mm; i peli del pappo sono solamente di tipo lungo;

Tolpis staticifolia (All.) Sch.Bip. - Radicchio con foglie d'armeria: l'altezza varia tra 10 e 50 dm; il ciclo biologico è perenne; la forma biologica è emicriptofita scaposa (H scap);  il tipo corologico è Alpico - Dinarico; l'habitat tipico sono le ghiaie, le morene, i greti, gli alvei dei torrenti e i pendii franosi; in Italia è una specie rara e la distribuzione sul territorio italiano è relativa alle Alpi e Appennini centrali fino ad una altitudine compresa tra 200 e 2.200 m s.l.m..

#### Specie italiane alpine
Delle 3 specie spontanee della flora italiana solo una vive sull'arco alpino. La tabella seguente mette in evidenza alcuni dati relativi all'habitat, al substrato e alla distribuzione delle specie alpine.
| Specie | Comunità vegetali | Piani vegetazionali      | Substrato | pH     | Livello trofico | H2O   | Ambiente | Zona alpina         |
| --- | ----------------- | ------------------------ | --------- | ------ | --------------- | ----- | -------- | ------------------- |
| Tolpis staticifolia | 3                 | alpino subalpino montano | Ca - Si   | neutro | basso           | secco | B5 C3    | tutto l'arco alpino |
| Legenda e note alla tabella. Substrato: con “Ca/Si” si intendono rocce di carattere intermedio (calcari silicei e simili). Zona alpina: vengono prese in considerazione solo le zone alpine del territorio italiano (sono indicate le sigle delle province). Comunità vegetali: 3 = comunità delle fessure, delle rupi e dei ghiaioni. Ambienti: B5 = rive, vicinanze corsi d'acqua; C3 = ghiaioni, morene e pietraie. |                   |                          |           |        |                 |       |          |                     |

### Sinonimi
Sono elencati alcuni sinonimi per questa entità:
- Drepania Juss., 1789
- Aethonia  D.Don, 1829
- Calodonta  Nutt., 1841
- Chatelania  Neck., 1790
- Chlorocrepis  Griseb., 1853
- Schmidtia  Moench, 1802
- Swertia  All., 1785